# Phil Dooley
Philip Sylvester Dooley (22 februari 1898 - 1967) was een Amerikaanse jazzzanger, drummer, trompettist en songwriter, die in de jaren 40 optrad als muzikale komediant.

## Biografie
De uit Chicago afkomstige Dooley werkte begin jaren 30 in New York. In 1932 maakte hij opnames onder het pseudoniem Joe Haymes and His Orchestra ("The Yes Habit", Victor Records), alsook met het Graham Prince Palais D'Or Orchestra en het Eliot Everett Orchestra. In datzelfde jaar nam hij onder eigen naam voor Victor de nummers "Can't Do Without His Love", "Get Cannibal" (geschreven door Ted Weems, Phil Dooley en Red Nichols), "Hello, Gorgeous" en "Great Big Bunch of You" op. Andere songs verschenen onder de pseudoniemen Al Calman and His Hot Sizzlers ("One Note Trumpet Player"/"Hell's Bells“, Regal Zonophone) en The Midnight Revellers ("Let's Have A Party“). In de jaren erna werkte hij in Chicago als bandleider, maar nam toen niet meer op.
Begin jaren 40 leidde hij een komisch kwartet, waarin hij drumde en trompet speelde. In 1942 speelde hij met vibrafonist Max Miller in clubs in Chicago. In 1943 trad hij op als solist en met de komische groep The Funatics. Midden jaren 40 toerde hij weer als solist. Zijn laatste opnames maakte hij in 1959 in New Orleans, als zanger bij Armand Hug and His New Orleans Dixielanders en bij Emile Christian and His New Orleans Jazz Band. Dooley schreef met Red Nichols het nummer "Junk Man’s Blues“ (in 1936 opgenomen door Nat Gonella). Volgens discograaf Tom Lord was hij in de jazz tussen 1932 en 1959 betrokken bij zes opnamesessies.